# Alun Gwynne Jones
Alun Arthur Gwynne Jones, baron Chalfont, (5 décembre 1919-10 janvier 2020) est un officier de l'armée britannique, un homme politique britannique et un historien.

## Jeunesse et carrière militaire
Gwynne Jones est né dans des «circonstances modestes» dans le Monmouthshire. Il fait ses études à la West Monmouth School, puis à la School of Slavonic Studies de l'Université de Londres. Rejoignant les South Wales Borderers lorsque la Seconde Guerre mondiale éclate, il est nommé second lieutenant le 2 novembre 1940. De 1941 à 1944, il combat en Birmanie aux côtés du poète gallois Alun Lewis. Le 1er janvier 1943, il reçoit une commission d'urgence dans le Royal Armoured Corps en tant que lieutenant de guerre, avec le même grade dans les South Wales Borderers à partir du 1er avril. Après la guerre, Gwynne Jones reste dans l'armée, recevant une commission de lieutenant dans les South Wales Borderers le 24 août 1946 (avec l'ancienneté du 5 juin 1942), et est promu capitaine le 5 décembre. Il reçoit la médaille d'efficacité en octobre 1950. Promu major le 5 décembre 1953, Gwynne Jones participe à une série de campagnes anti-terroristes, et est décoré de la Croix militaire (MC) en août 1957 pour commander une compagnie qui combat dans la jungle malaisienne au cours de l'Insurrection communiste malaise, après son implication dans une série d'embuscades contre les insurgés communistes.
Gwynne Jones est breveté lieutenant-colonel le 1er juillet 1960, et décoré comme Officier de l'Ordre de l'Empire britannique (OBE) dans les honneurs d'anniversaire de 1961. Il prend sa retraite de l'armée le 30 juin 1961 avec le grade honorifique de lieutenant-colonel.

## Vie politique
Entré en politique, il est ministre au ministère des Affaires étrangères et du Commonwealth de 1964 à 1970 et, en 1964, il est nommé au Conseil privé.
Il est créé baron Chalfont, de Llantarnam dans le comté de Monmouthshire le 11 novembre 1964. Après la mort de Hartley Shawcross en 2003, sa pairie à vie est la plus ancienne existante, et Lord Chalfont est placé plus haut dans l'ordre de préséance que quatre barons héréditaires dont les titres hérités ont été créés après le sien.
Le 27 mars 1967, à la Chambre des lords, Chalfont devient le porte-parole / figure de proue de la tentative du gouvernement du Parti travailliste de Harold Wilson de désinvestir la Grande-Bretagne des îles Falkland. En novembre 1968, Chalfont se rend aux Malouines pour sonder le peuple et essayer de le persuader du mérite de devenir citoyen argentin. Il revient sans aucun doute que les insulaires souhaitent rester britanniques, mais, à son retour en Grande-Bretagne, il déclare: « Je ne pense pas que les îles Falkland puissent continuer d'exister pendant de nombreuses années, car elles sont actuellement constituées. Je crois qu'un jour les îles Falkland seront peut-être prêtes à choisir la souveraineté argentine. Il faut à tout prix éviter de donner l'impression que l'on veut s'en débarrasser, car cela déclencherait précisément la réaction que l'on voudrait éviter ».
Chalfont quitte le Parti travailliste au début des années 1970 avec une "décision de principe personnel et politique". En octobre 1974, juste après que le parti travailliste ait remporté une deuxième élection générale cette année-là, il déclare dans une interview avec le journaliste de la BBC Robin Day : «J'espérais un réalignement de la politique de la gauche radicale dans ce pays et je croyais quand je suis parti le Parti travailliste qu’un grand succès du Parti libéral à cette élection aurait pu aider à faire avancer les choses. ».
Chalfont est l'auteur de plusieurs livres d'histoire militaire sur des sujets tels que les guerres napoléoniennes.
Il rédige un article sur l'Initiative de défense stratégique dans le numéro d'octobre 1985 de la conférence du Parti conservateur du Conservative Monday Club, Right Ahead.
Chalfont est un ancien président de la Radio Authority qui réglementait la radio commerciale au Royaume-Uni jusqu'à ce que son rôle soit absorbé par l'Ofcom. Il crée l'Institut pour l'étude du terrorisme avec Jillian Becker en 1985.
Lord Chalfont prend sa retraite de la Chambre des lords le 10 novembre 2015.

## Vie privée
En 1948, Gwynne Jones épouse Mona Mitchell (décédée le 31 mai 2008), la fille de Harry Douglas Mitchell, et ensemble ils ont une fille. Il a 100 ans le 5 décembre 2019 et meurt le mois suivant, le 10 janvier 2020.

## Décorations et distinctions
- Membre de l'Académie du royaume du Maroc[5]

## Publications
- 1976: Montgomery of Alamein. London: Weidenfeld & Nicolson.
- 1979: Waterloo: Battle of Three Armies. Anglo-Dutch by William Seymour; French by Jacques Champagne; Prussian by E. Kaulbach; prologue & epilogue by Lord Chalfont; edited by Lord Chalfont. London: Sidgwick & Jackson.  (ISBN 978-0283987489).
- 1985: Star Wars: suicide or survival? London: Weidenfeld & Nicolson.
- 1987: Defence of the Realm. London: Collins.
- 1989: By God's Will: A Portrait of the Sultan of Brunei. London: Weidenfeld & Nicolson.
- 2000: The Shadow of my Hand. London: Weidenfeld & Nicolson (autobiographie).